# Trzebnica (gromada)
Trzebnica – dawna gromada, czyli najmniejsza jednostka podziału terytorialnego Polskiej Rzeczypospolitej Ludowej w latach 1954–1972.
Gromady, z gromadzkimi radami narodowymi (GRN) jako organami władzy najniższego stopnia na wsi, funkcjonowały od reformy reorganizującej administrację wiejską przeprowadzonej jesienią 1954 do momentu ich zniesienia z dniem 1 stycznia 1973, tym samym wypierając organizację gminną w latach 1954–1972.
Gromadę Trzebnica z siedzibą GRN w mieście Trzebnicy (nie wchodzącym w skład gromady) utworzono – jako jedną z 8759 gromad na obszarze Polski – w powiecie trzebnickim w woj. wrocławskim, na mocy uchwały nr 29/54 WRN we Wrocławiu z dnia 2 października 1954. W skład jednostki weszły obszary dotychczasowych gromad Nowy Dwór, Marcinowo, Raszów, Świątniki i Księginice ze zniesionej gminy Trzebnica oraz Cerekwica ze zniesionej gminy Zawonia w tymże powiecie. Dla gromady ustalono 14 członków gromadzkiej rady narodowej.
1 stycznia 1960 do gromady Trzebnica włączono: a) wsie Pawłów Trzebnicki, Brzyków i Szczytkowice ze zniesionej gromady Pawłów Trzebnicki, b) wsie Taczów Wielki i Brochocin ze zniesionej gromady Taczów Wielki, c) wsie Będkowo i Węgrzynów ze zniesionej gromady Piotrkowiczki oraz d) wsie Ligota, Kobylice, Masłów, Jaszyce i Jaźwiny ze zniesionej gromady Ligota – w tymże powiecie.
31 grudnia 1961 do gromady Trzebnica włączono wsie Rzepotowice i Malczów ze zniesionej gromady Kowale w tymże powiecie.
1 stycznia 1970 do gromady Trzebnica włączono grunty PGR Sady o powierzchni 118,17 ha z miasta Trzebnicy w tymże powiecie.
1 stycznia 1972 z gromady Trzebnica wyłączono wieś Pawłów Trzebnicki, włączając je do gromady Prusice w tymże powiecie; do gromady Trzebnica włączono natomiast wsie Skoroszów, Kuźniczysko, Blizocin i Masłowiec ze zniesionej gromady Czeszów tamże.
Gromada przetrwała do końca 1972 roku, czyli do kolejnej reformy gminnej. 1 stycznia 1973 powiecie trzebnickim reaktywowano gminę Trzebnica.